# Milano-Sanremo 2000
La Milano-Sanremo 2000, novantunesima edizione della corsa e valida come evento di apertura della Coppa del mondo di ciclismo su strada 2000, fu disputata il 18 marzo 2000, per un percorso totale di 294 km. Fu vinta dal tedesco Erik Zabel, che terminò con il tempo di 7h11'29".
Partenza a Milano con 199 corridori di cui 181 portarono a termine il percorso.

## Squadre partecipanti
| N.      | Cod. | Squadra                          |
| ------- | ---- | -------------------------------- |
| 1-8     | LOT  | Lotto-Adecco                     |
| 11-18   | A2R  | AG2R Prévoyance                  |
| 21-28   | AMI  | Amica Chips-Tacconi Sport        |
| 31-38   | BAN  | Banesto                          |
| 41-48   | CTA  | Cantina Tollo-Regain             |
| 51-58   | COF  | Cofidis, le Crédit par Téléphone |
| 61-68   | FAR  | Farm Frites                      |
| 71-78   | FAS  | Fassa Bortolo                    |
| 81-88   | FES  | Festina                          |
| 91-98   | KEL  | Kelme-Costa Blanca               |
| 101-108 | FDJ  | La Française des Jeux            |
| 111-118 | LAM  | Lampre-Daikin                    |
| 121-128 | LIQ  | Liquigas-Pata                    |

| N.      | Cod. | Squadra                          |
| ------- | ---- | -------------------------------- |
| 131-138 | MAP  | Mapei-Quick Step                 |
| 141-148 | MCJ  | Memory Card-Jack & Jones         |
| 151-158 | MER  | Mercatone Uno-Albacom            |
| 161-168 | MDN  | Mobilvetta-Rossin                |
| 171-178 | ONC  | ONCE-Deutsche Bank               |
| 181-188 | PLT  | Team Polti                       |
| 191-198 | RAB  | Rabobank                         |
| 201-208 | SAE  | Saeco-Valli & Valli              |
| 211-218 | TEL  | Team Deutsche Telekom            |
| 221-228 | USP  | US Postal Service                |
| 231-238 | VIN  | Vini Caldirola-Sidermec          |
| 241-248 | VIT  | Vitalicio Seguros-Grupo Generali |

## Resoconto degli eventi
Negli ultimi 10 chilometri, il Team Deutsche Telekom chiuse diversi tentativi di fuga, per arrivare con un gruppetto in Via Roma e lanciare la volata a Zabel, che centrò così la terza vittoria nella corsa. Alle sue spalle resistette solo Fabio Baldato secondo, mentre il campione del mondo Óscar Freire chiuse terzo ma già staccato.

## Ordine d'arrivo (Top 10)
| Pos. | Corridore         | Squadra        | Tempo    |
| ---- | ----------------- | -------------- | -------- |
| 1    | Erik Zabel        | Deutsche Tel.  | 7h23'13" |
| 2    | Fabio Baldato     | Fassa Bortolo  | s.t.     |
| 3    | Óscar Freire      | Mapei          | s.t.     |
| 4    | Zbigniew Spruch   | Lampre-Daikin  | s.t.     |
| 5    | Sergej Ivanov     | Farm Frites    | s.t.     |
| 6    | Jo Planckaert     | Cofidis        | s.t.     |
| 7    | Stefano Garzelli  | Mercatone Uno  | s.t.     |
| 8    | Rolf Sörensen     | Rabobank       | s.t.     |
| 9    | Romāns Vainšteins | Vini Caldirola | s.t.     |
| 10   | Bo Hamburger      | Memory Card    | s.t.     |